# گوگل‌پدیا
گوگل‌پدیا (به انگلیسی: Googlepedia) از افزونه‌های رایگان مرورگر فایرفاکس و مرورگر کروم است که پس از نصب، این امکان را فراهم می‌آورد که در صفحهٔ نتایج جستجوی گوگل، مقالهٔ مربوط به مورد جستجو در دانشنامه آزاد ویکی‌پدیا را نیز در همان صفحه نمایش می‌دهد.